# Шкурко, Ярослав Николаевич
Ярослав Николаевич Шкурко (укр. Ярослав Миколайович Шкурко; род. 8 февраля 1991, Керчь, Крымская область) — украинский и белорусский футболист, выступавший на позиции полузащитника.

## Карьера
Начинал заниматься футболом в Керчи. В юношеском возрасте уехал в Беларусь. Продолжил заниматься футболом в «РЦОР-БГУ». Позже попал в структуру «Дариды», а затем перешёл в «Звезду-БГУ», где стал игроком основного состава. В июле 2011 года перешёл в «Смолевичи-СТИ», где тренером был Юрий Пунтус. В 2012 году выиграл во Второй лиге. В сезоне 2013 был одним из лидеров команды. В декабре 2014 года договорился об переходе в мозырьскую Славию, которая вернула себе место в Высшей лиге. В марте 2015 официально перешёл в мозырский клуб. Также стал игроком основного состава. В феврале 2017 года проходил просмотр в польской «Погони», однако игрок и клуб не смогли договориться по условиям контракта. В феврале 2017 года перешёл в «Нафтан». В июле 2017 года покинул клуб. В июле 2017 года стал игроком «Белшины». Стал основным игроком клуба. В 2018 году получил травму и выбыл до июля 2018 года. В январе 2019 года продлил контракт с клубом. В дальнейшем стал игроком замены. Стал победителем в Первой лиге. В январе 2020 года покинул команду.
В апреле 2020 года присоединился к рогачёвскому «Днепру». В 2021 году вышел в Первую лигу. В феврале 2022 года продлил контракт с клубом. По итогу дебютного сезона в Первой лиге занял с клубом 4 место и вышел в стыковые матчи. По итогу стыковых матчей против дзержинского «Арсенала» вместе с клубом вышел в Высшую лигу. В ноябре 2022 года футбольный клуб вывел номер игрока из обращения, обосновав это тем, что футболист играет за рогачевскую команду со дня ее основания и помог тем самым пройти пусть команды от Второй лиги к Высшей лиге.
В начале 2023 года футболист продолжил карьеру в рогачёвском «Макслайне», который по итогу остался в Первой лиге. В феврале 2023 года футболист официально продлил контракт с клубом. Первый матч в новом сезоне сыграл 14 апреля 2023 года против «Островца». В конце апреля 2023 года Белорусская федерация футбола разрешила заявить футболиста в статусе гражданина Беларуси. Матч 27 августа 2023 года против «Молодечно-2018» стал 150 в активе футболиста в рамках Первой лиги. В декабре 2023 года футболист покинул клуб.

## Достижения
«Смолевичи-СТИ»
- Победитель Второй лиги: 2012

«Белшина»
- Победитель Первой лиги: 2019